# الصدفة (فلم)
الصدفة هو فيلم كوميدي رومانسي أمريكي عام 2001 من إخراج بيتر تشيلسوم ، وكتابة مارك كلاين ، وبطولة جون كيوزاك وكيت بيكينسيل . حقق الفيلم 77.5 مليون دولار بميزانية 28 مليون دولار.

## طاقم التمثيل
- جون كوزاك في دور جوناثان تراجر
- كيت بيكنسيل بدور سارة توماس
- مولي شانون في دور إيف
- بريدجيت مويناهان بدور هالي بوكانان
- جيريمي بيفن في دور العميد كانسكي
- جون كوربيت في دور لارس هاموند
- يوجين ليفي في دور مندوب مبيعات بلومينغديلز (ماكال بولاي)
- مارسيا بينيت بدور السيدة تراجر
- إيف كروفورد في دور السيدة بوكانان
- إيفان نيومان في دور كيني
- باك هنري (غير المعتمد) على أنه نفسه
- لوسي جوردون بدور كارولين ميتشل (أخت سارة)
- كيفن رايس بدور كيب ميتشل
- جاري جيربرانت في دور جوش

## الإنتاج
تم تصوير الصدفة في نيو جيرسي ، مدينة نيويورك ، أونتاريو ، وسان فرانسيسكو ، كاليفورنيا في صيف عام 2000. في أعقاب هجمات 11 سبتمبر ، تمت إزالة صور أبراج مركز التجارة العالمي رقميًا من جميع لقطات أفق مدينة نيويورك. 

## روابط خارجية
- مقالات تستعمل روابط فنية بلا صلة مع ويكي بيانات

- الموقع الرسمي